# ダベア
ダベア (DA BEAR) は、日本テレビで2009年4月から登場したマスコットキャラクターである。羆がモチーフとなっている。日テレの社員という設定で、役職は「編成局宣伝部特命担当兼バラエティー局AD」。

## 概要
2009年春より日本テレビの公式サイト、PRスポットCMなどで後ろ姿のみ登場した。同時期より日本テレビの公式サイトのトップページやスポットCMはダベアに合わせてオレンジ色を基調としたものに変わった。2009年5月8日に初めて顔が公開され、朝から日本テレビの情報番組や報道番組に続けて生出演した。また、同日より「日テレダベア」という新たなキャンペーンCMも始まった。
日本テレビの番組制作志望の新入社員という設定。日本テレビ入社の動機は、当時同局で放送されていたテレビドラマ『ホタルノヒカリ』の主演女優である綾瀬はるかに恋したことから。
「べ」の形をした口が特徴。紺色と白色のボーダーのシャツに赤色のスカーフを着用している。基本的に「ダベ♪」「ダベー♪」以外の言葉は喋ることは無く、会話はスケッチブックを利用した筆談により行われる。ブログやTwitterなどの文字媒体では普通の日本語による文章を書く。くだけた内容の文章では、語尾に「ダベア」を付けることが多い。
動物は違うが、同じ系列の読売新聞のだっち君に非常に酷似している。
2013年5月からは、日本テレビの子会社・アール・エフ・ラジオ日本の開局55周年記念キャラクターとしても使用されている。ただし、ダベアの顔が四角くなっていて、頭にアンテナが立っている。
2020年、日テレ公式サイト内にあったダベアのページを削除。2021年2月1日より、「日テレダベア」→「日テレ公式@宣伝部」として運営していたTwitterアカウント（@nittele_da_bear）も停止し「日テレ」（@nittele_ntv）に移行した。ただし、ダベアのキャラクター使用を完全に終了したわけではなく、2022年時点でも日テレNEWS24の千葉ロッテマリーンズ戦中継に関するウェブサイトならびにTwitterアカウント（@N24_chibalotte）、アール・エフ・ラジオ日本では同キャラクターの使用を継続している。

## プロフィール
- 名前：DA BEAR
- 生年月日：1985年10月13日
- 出身地：フランス・カンヌ
- 現住所：東京都八王子市
- 血液型：不明
- 身長・体重：状況によって変わる
- 家族構成：（父）ジャン（フランス人）、（母）キョウコ（日本人）
- 最終学歴：パリ大学
- 好きなアイドル：綾瀬はるか
- 好きなアナウンサー：西尾由佳理（元・日本テレビ、現・フリーアナウンサー）
- 好きなアーティスト：パブロ・ピカソ、サルバドール・ダリ、岡本太郎
- 好きなバラエティ番組：『笑点』
- 好きなドラマ：『ホタルノヒカリ』
- 好きな映画：宮崎駿作品（特に『魔女の宅急便』）、男はつらいよシリーズ
- 好きなブランド：ユニクロ、無印良品
- 性癖：ドM（『小熊のベア部屋』にて本人が明かした[出典無効]）

## 出演
- C-Mania
- 小熊のベア部屋
- ごくせん THE MOVIE
- CAPTAIN!TV
- ラジカントロプス2.0（RFラジオ日本）
- アナどきっ!
- アイドリング!!!（フジテレビONE）

## 日本テレビで誕生したその他のキャラクター
- なんだろう
- 日テレ式
- 日テレちん
- WINちゃん（『WIN』『THE独占サンデー』）
- とよチュン（同上。豊田順子（当時同局アナウンサー）がモデル）
- 川上犬シン（『THE独占サンデー』『THE・サンデー』。プロ野球投手の川上憲伸（中日ドラゴンズ→アトランタ・ブレーブス→中日。現・野球評論家）がモデル）
- ズーミン（『ズームイン!!SUPER』⇒『ズームイン!!サタデー』。羽鳥慎一（当時同局アナウンサー、現・フリーアナウンサー）がモデル）
- チャーミン（同上。西尾由佳理（当時同局アナウンサー、現・フリーアナウンサー）がモデル）
- クマ（名称不詳、同上。小熊美香（当時同局アナウンサー、現・フリーアナウンサー）がモデル）
- サタボー（『ズームイン!!サタデー』。藤井貴彦（同局アナウンサー）がモデル）
- そらジロー（『NNNニュースリアルタイム』⇒『news every.』他、同局番組の天気予報。NHK・民放６局合同の防災プロジェクトにも参加）
- くもジロー（同上）
- ぽつリン（同上）
- ワンセグジロー（日本テレビのワンセグキャラクター）
- オハナ（『Oha!4 NEWS LIVE』※現在は廃止）
- おはよんマン（正式名称ではなく通称、同上[要説明]、現在も[いつ?]継続）
- フェルナンデスくん（『ヒルナンデス!』）
- フィル・アンデスくん（同上）
- ZIP!くん（『ZIP!』。桝太一（当時同局アナウンサー）降板とともに廃止）
- バブちゅ〜（BS日テレのマスコットキャラクター。たこさんウィンナーがモチーフ）

など